# Comparaciones entre Israel y la Alemania nazi

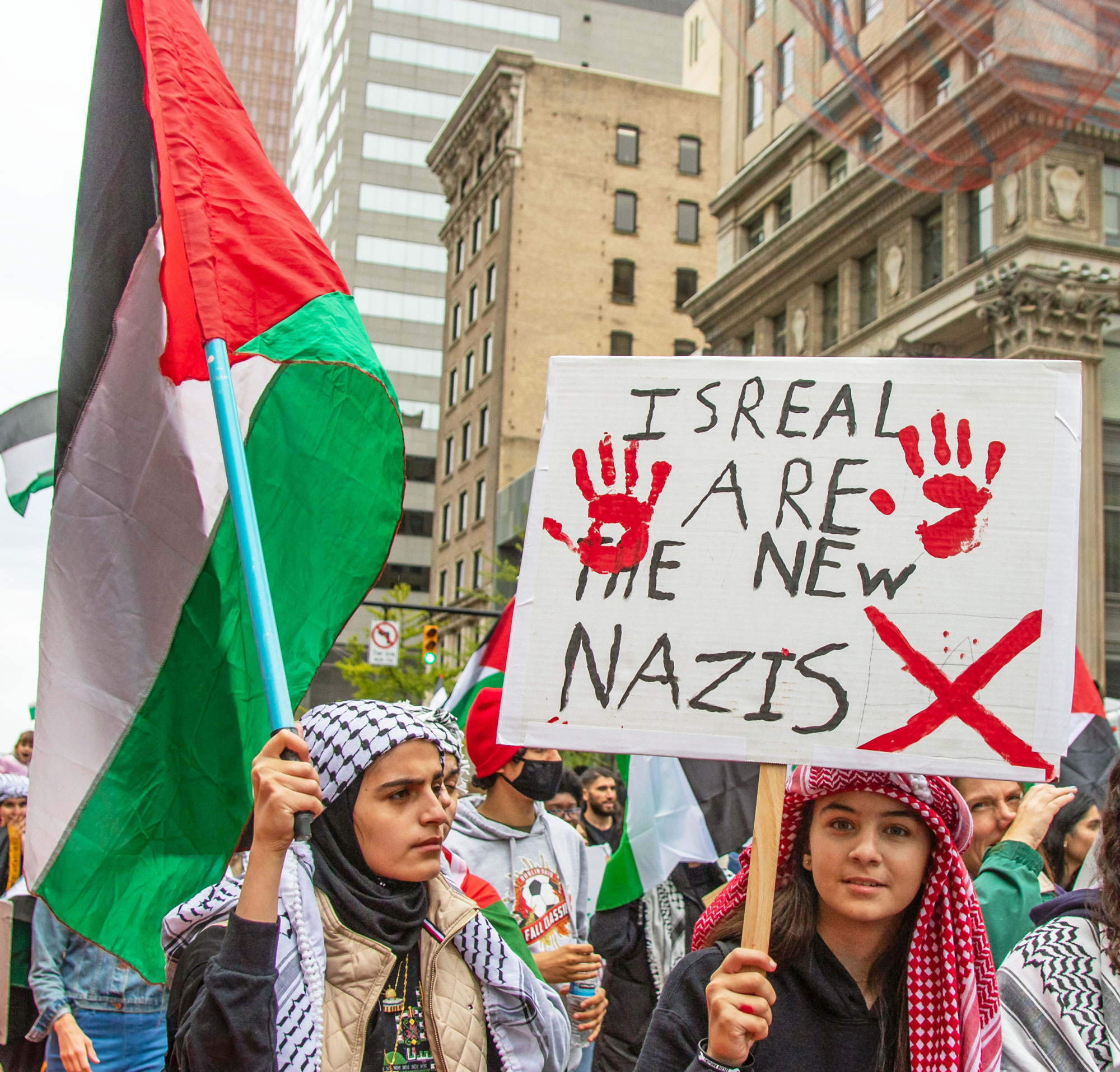
Manifestantes palestinos en Ohio, en el año 2023.

Las comparaciones entre el Estado de Israel y la Alemania nazi se han hecho desde la década de 1940, primero dentro del contexto más amplio de las secuelas de la Segunda Guerra Mundial. Tales comparaciones constituyen un elemento básico retórico del antisionismo en relación con el conflicto palestino-israelí. Se discute si las comparaciones entre Israel y la Alemania del Tercer Reich son intrínsecamente antisemitas.
Arnold J. Toynbee, autor británico de libro Estudio de la Historia, asoció el sionismo con el nazismo, y mantuvo la opinión cuando varios estudiosos la cuestionaron. El análisis académico ha tenido lugar en el contexto más amplio de las frecuentes comparaciones realizadas en la cultura popular internacional que comparan diversas entidades con los nazis históricos. El académico británico David Feldman, director del Instituto Pears para el Estudio del Antisemitismo, comentó que las comparaciones con frecuencia no se vuelven antisemitas porque tienen lugar en el contexto de un recurso retórico comúnmente desplegado «utilizado en muchos argumentos sobre muchos temas, a menudo despreocupadamente, sin ningún contenido específicamente antisemita», ya que entidades muy diferentes se comparan con los nazis. 
Una amplia variedad de figuras políticas y gobiernos han hecho la comparación históricamente, siendo un ejemplo la administración de la Unión Soviética en el contexto del conflicto de los Seis Días dentro de las divisiones de la Guerra Fría en la década de 1960. Los políticos del siglo XXI que lo han hecho incluyen al presidente de Turquía, Recep Tayyip Erdoğan, y el parlamentario liberal británico David Ward.

## Debate sobre si las comparaciones son antisemitas

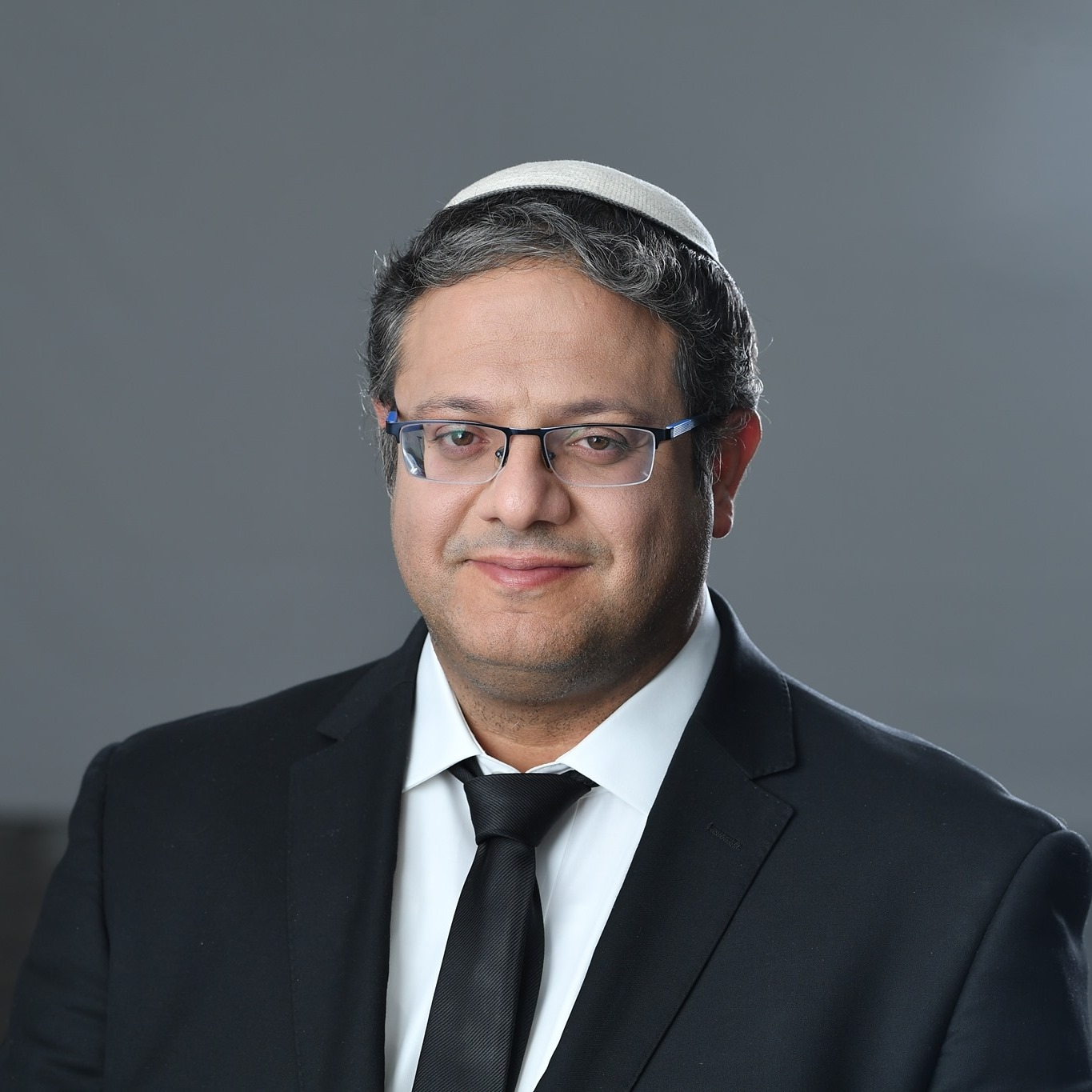
Itamar Ben-Gvir, diputado antiárabe, ha pedido disparar a mujeres y niños que se acerquen a la frontera.

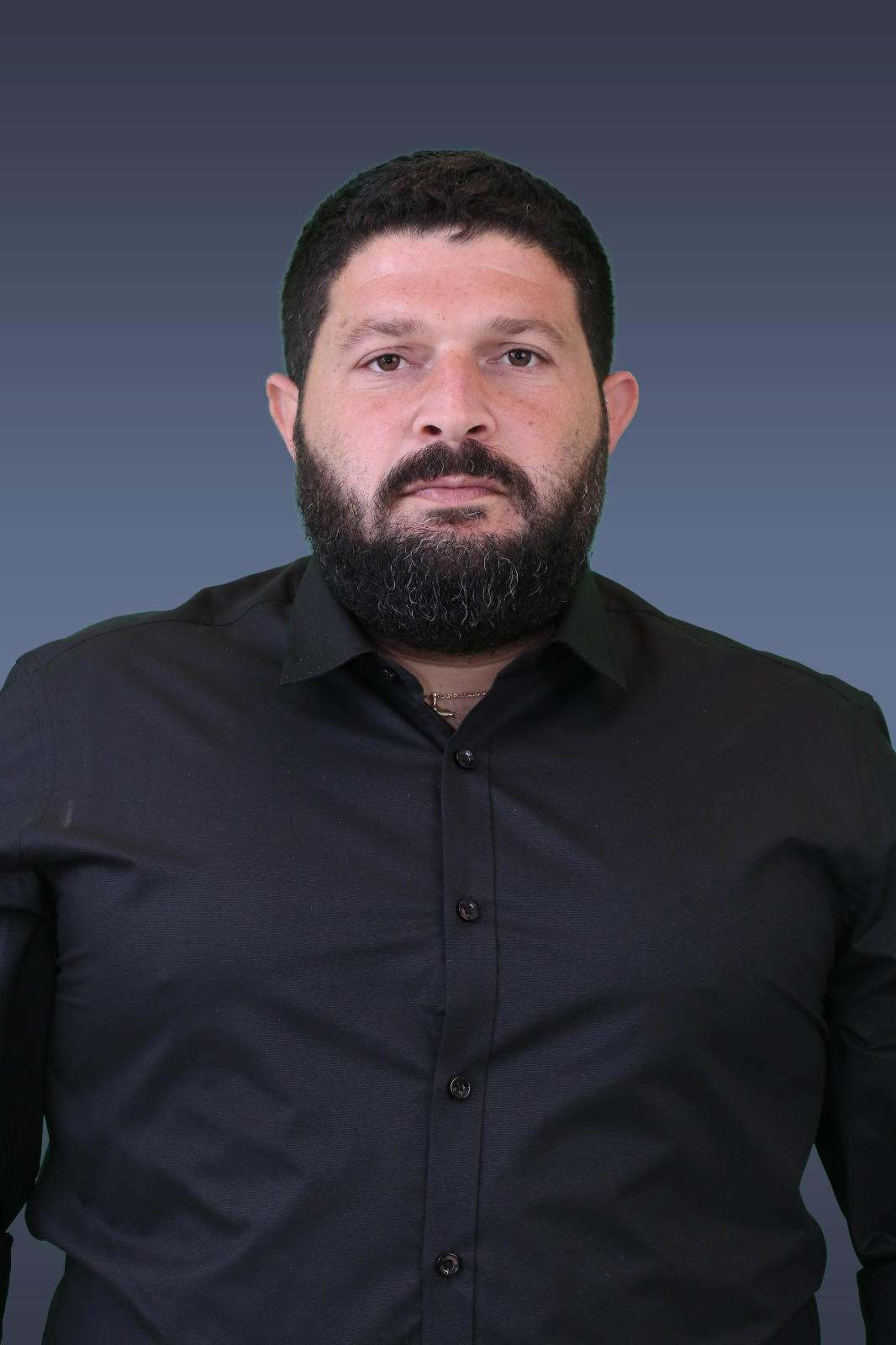
Almog Cohen ha pedido matar a los palestinos de Gaza durante el Ramadán ya que se encontrarían débiles.

El tema de la analogía entre Israel y la Alemania nazi y si tales comparaciones son o no antisemitas ha recibido muchos comentarios de académicos de todo el mundo que han estudiado historia y política, incluidos aquellos que lo han considerado una forma de trivialización del Holocausto llamada «Holocausto inverso» debido a la posible implicación que minimiza el alcance de los crímenes nazis.
Según el abogado y académico Kenneth L. Marcus, el objetivo de quienes emplean la inversión del Holocausto es «conmocionar, silenciar, amenazar, aislar y legitimar. Nadie les dice a los sobrevivientes del Holocausto, o a una nación de sobrevivientes del Holocausto y sus hijos, que son nazis sin esperar sorprender». Incluso cuando se usa con frecuencia, el uso de la inversión del Holocausto sigue siendo impactante, lo que facilita su uso repetido. Afirma que la vinculación de motivos nazis con estereotipos de conspiración judía tiene un efecto escalofriante en los partidarios judíos de Israel. También dice que al implicar culpa, este discurso es amenazante porque implica un castigo requerido. Como este discurso se lleva a cabo en el contexto de la crítica política de Israel, aísla a quienes lo utilizan de la resistencia que enfrentan la mayoría de las formas de racismo en la sociedad de posguerra. Finalmente, afirma que la inversión no solo legitima las actividades antiisraelíes sino que también legitima las actividades antijudías.
Bernard Lewis menciona que la creencia de que los nazis no eran peores que Israel «ha traído un alivio bienvenido a muchos que habían soportado durante mucho tiempo una carga de culpa por el papel que ellos, sus familias, sus naciones o sus iglesias habían jugado en los crímenes de Hitler contra los judíos, ya sea por participación o complicidad, aquiescencia o indiferencia». En Austria, mientras que el antisemitismo manifiesto ha sido limitado después del Holocausto, el Partido de la Libertad de Austria está asociado con el uso de comparaciones entre la Alemania nazi e Israel para deslegitimar a los opositores políticos.
La Liga Antidifamación, una organización activista social, ha argumentado en un comunicado que el antisemitismo tiene lugar a través de lo que considera medidas dirigidas deliberadamente a los judíos en un esfuerzo por asociar a las víctimas de los crímenes nazis con los perpetradores sirve para disminuir la importancia y la singularidad del Holocausto.

## Debate en elsigloXXI
Dow Jones Newswires informó que, el 10 de agosto de 2006, mientras daba un discurso en el este de Venezuela, el entonces presidente Hugo Chávez dijo que los venezolanos están «haciendo un llamado a los líderes mundiales, por el amor de Dios, detengamos esta loca agresión fascista contra personas inocentes. ¿Somos humanos o qué somos?. Siento indignación por el ataque de Israel contra el pueblo palestino y el pueblo libanés. Lanzaron bombas sobre refugios. Es un Holocausto lo que está ocurriendo allí».
En Reino Unido, el entonces miembro del Parlamento por Bradford East, David Ward, generó controversia después de firmar el Libro de la Memoria ceremonial en las Casas del Parlamento el Día de la Recordación del Holocausto, escribiendo: «Me entristece que los judíos, que sufrieron niveles increíbles de persecución durante el Holocausto, podría estar infligiendo atrocidades a los palestinos en el nuevo estado de Israel dentro de unos años después de su liberación de los campos de exterminio y continuar haciéndolo a diario en Cisjordania y Gaza». Más tarde respondió a las críticas a su declaración alegando que «una gran operación por ahí» había distorsionado lo que quería decir. Como resultado del escrutinio sobre la controversia de enero de 2013, el liderazgo de los liberaldemócratas amenazó a Ward con una acción disciplinaria formal por sus argumentos.

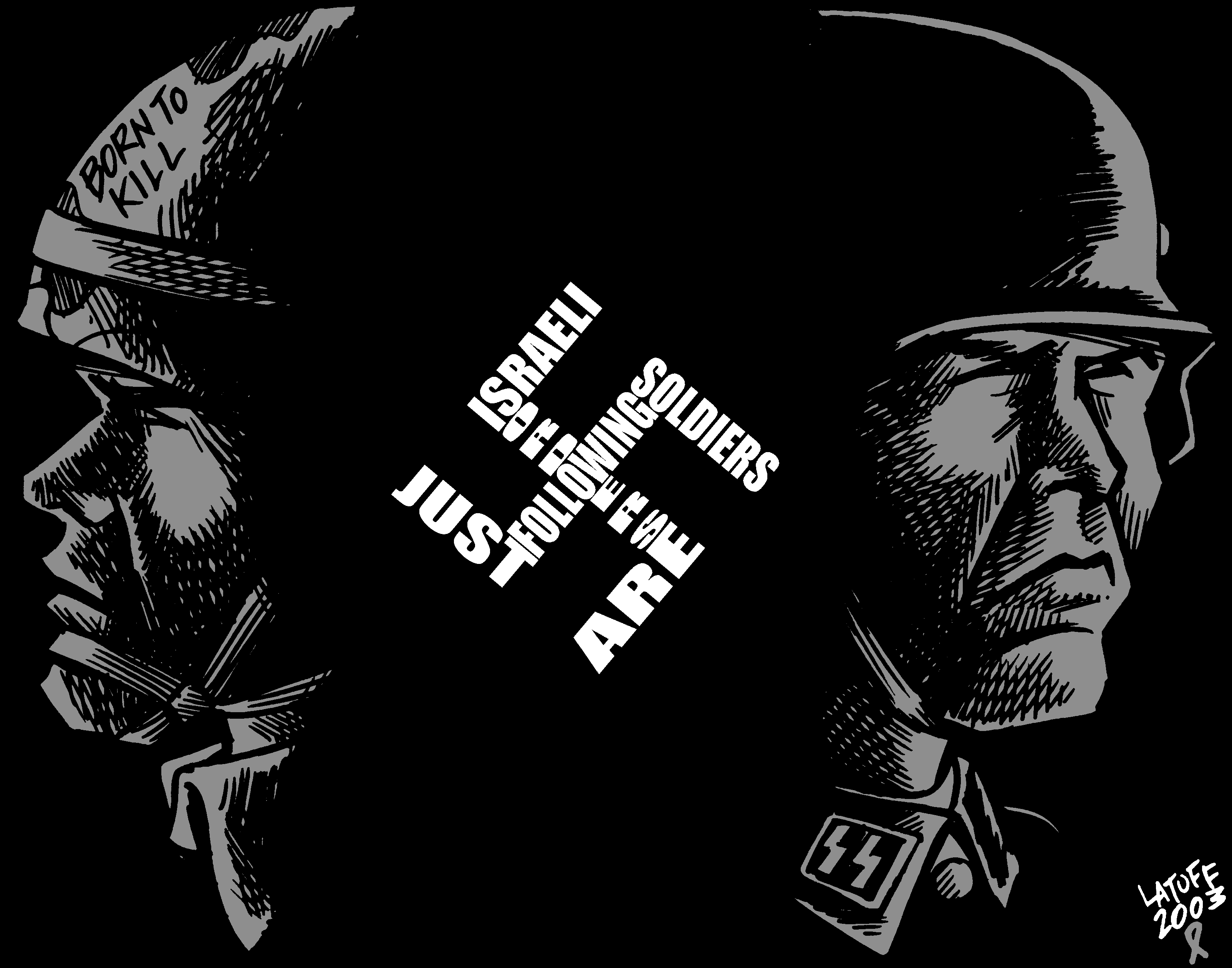
"Los soldados israelíes solo cumplen órdenes", por Carlos Latuff

Roger Waters, de la banda de rock Pink Floyd, ha comparado repetidamente a Israel con la Alemania nazi. En una entrevista de 2013 con Counter Punch, acusó a lo que ha denominado como «lobby judío» de ser muy poderoso en los Estados Unidos y dijo: «Había mucha gente que pretendía que la opresión de los judíos no continuaba. Desde 1933 hasta 1946. Así que este no es un escenario nuevo. Excepto que esta vez es el pueblo palestino el que está siendo asesinado». El rabino Shmuley Boteach consideró esta comparación como antisemita, escribiendo en The Observer: «Sr. Waters, los nazis fueron un régimen genocida que asesinó a 6 millones de judíos. Que usted tenga la audacia de comparar a los judíos con monstruos que los asesinaron demuestra que no tiene decencia, no tiene corazón, no tiene alma». En un videochat en vivo de una hora de 2017 en Facebook, Waters volvió a comparar a Israel con el régimen nazi.
En julio de 2018, el presidente turco, Recep Tayyip Erdoğan, afirmó públicamente en Ankara que el «espíritu de Hitler sigue vivo en Israel», comentando específicamente que cree que «no existe diferencia entre la obsesión de Hitler por una raza pura y la comprensión que estas tierras antiguas son sólo para los judíos». Además, calificó al país tanto de «fascista» como de «racista». En respuesta, el primer ministro israelí, Benjamin Netanyahu, condenó las declaraciones de Erdoğan y remarcó que veía al gobierno de Turquía como una dictadura.
En agosto de 2022, el presidente del Estado de Palestina, Mahmoud Abbas, acusó a Israel de haber cometido «50 holocaustos» en una visita a Berlín. Abbas había respondido a la pregunta de un reportero sobre el próximo 50° aniversario de la Masacre de Múnich cometida por el grupo militante Septiembre Negro, que en ese momento estaba afiliado al Partido Fatah de Abbas. Cuando se le preguntó si tenía la intención de disculparse por el ataque, el mandatario respondió enumerando las acusaciones de atrocidades cometidas por Israel. Olaf Scholz, canciller de Alemania, hizo una mueca ante el uso de la palabra «Holocaustos», pero no dijo nada. No obstante Scholz condenó los comentarios más tarde: «Especialmente para nosotros los alemanes, cualquier relativización del Holocausto es insoportable e inaceptable». La publicación alemana Bild calificó el incidente de antisemita. En respuesta, Abbas dijo que su respuesta no tenía la intención de negar la singularidad del Holocausto, el cual condenó en los términos más enérgicos, pero que tenía la intención de discutir los «crímenes y masacres cometidos contra el pueblo palestino desde la Nakba a manos de las fuerzas israelíes», en su opinión.
En mayo de 2023, días después de que un guardia de seguridad asesinara a cinco personas (incluidos dos judíos) en la sinagoga de El Ghriba en Túnez, el presidente Kaïs Saied declaró que «mientras los tunecinos protegieron a los judíos durante el Holocausto, hoy mujeres ancianas y niños están siendo bombardeados en Gaza». El rabino Pinchas Goldschmidt, presidente de la Conferencia de Rabinos Europeos, pidió a los gobiernos europeos que condenen estos comentarios por implicar «que los judíos de Túnez son responsables del bombardeo de Gaza».
El 18 de febrero de 2024, Lula da Silva, presidente de Brasil, comparó las acciones de Israel en su guerra en Gaza iniciada cuatro meses atrás en octubre de 2023, con el Holocausto; dicha comparación causó rechazo en el país hebreo.